# رودیا
رودیا (انگلیسی: Rhodia) شرکت صنایع شیمیایی فرانسوی است، که در سال ۱۹۹۸ تأسیس شد.